# Stařechovice
Obec Stařechovice se nachází v okrese Prostějov v Olomouckém kraji. Žije zde 548 obyvatel. Součástí obce je i vesnice Služín.

## Historie
Na soutoku Českého a Stříbrného potoka vznikla po odchodu Keltů a germánských kmenů osada, jejíž jméno Stařechovice ukazuje na starou slovanskou rodovou vesnici, která se zde vyvíjela již od 10. století. Její prvotní obyvatelé se jmenovali podle svého zakladatele rodu Stařecha – Stařechovci. Kromě archeologických nálezů je však třeba uvést stařechovickou pískovcovou raně románskou křtitelnici, která patří k nejstarším evidovaným památkám hmotné kultury na Prostějovsku, a dokládá tak starobylost křesťanského období Stařechovic. Bylo nalezeno množství archeologických nálezů (střepy s typickou slovanskou vlnovkou) z dřívějších období, zvláště z doby bronzové.
O minulosti Stařechovic vypravují nejstarší písemné zprávy až z roku 1361, pocházející z pera jedné z větví pánů z Kunštátu, vlastníků zdejší tvrze a vsi. Z počátku 15. století se ve Stařechovicích uchovala památka mimořádné kulturní a historické hodnoty – gotická Madona. Za válek husitských se stal majitelem Stařechovic Hynek z Valdštejna a Židlochovic, později Jiří z Kravař a Strážnice a Václav z Boskovic. Ovdovělá Kunka z Boskovic se svým synem Ladislavem z Boskovic vydala pro obyvatele Stařechovic dne 6. února 1499 v Moravské Třebové odúmrť – listinu, kterou dává všem obyvatelům Stařechovic svobodu při rozhodování o dědicích jejich majetku. Ladislav z Boskovic vesnici Stařechovice s pustou tvrzí prodal Vilémovi z Pernštejna.
Uprostřed bouřlivých událostí třicetileté války Stařechovicemi a okolním krajem procházela císařská i cizí vojska. Z roku 1643 existuje dost smutných zpráv o řádění švédské soldatesky, která drancovala celý kraj. V roce 1644 došlo k obnovení obecní správy a pořízení kulatého obecního razítka se znakem: uprostřed kůň stojící na pahrbcích, vpravo hledící, text v kruhu: „PECET OBECNY DEDINY STARECHOWIC – 1667“. Podle farního zápisu měly Stařechovice od roku 1790 vlastní školu. Roku 1880 koupila obec hospodu Na pindólé a přestavěla ji vlastním nákladem na školu. Válečné události husitských válek, války třicetileté, války Marie Terezie proti Prusům, i pochody napoleonských vojsk byla období nesmírných útrap a rabování.
V roce 1910 žilo v obci 415 obyvatel, přišla však první světová válka s hladomorem v roce 1917. Padlé připomínají památníky obětem ve Stařechovicích i ve Služíně. V posledních letech 19. století nastal značný pokrok v zemědělské výrobě, což vedlo k založení Rolnického mlékařského družstva pro Stařechovice a okolí (jedno z prvních na Prostějovsku). Po vzniku svobodného Československa, počátkem 20. let, došlo k parcelaci velkostatkářské půdy. Poklidný život obce narušily stísněné hospodářské poměry za hospodářské krize v roce 1929. V témže roce bylo dokončeno scelování pozemků a jejich odvodnění, čímž se obec značně zadlužila. V roce 1930 byla do obce zavedena elektřina.
Dne 15. března 1939 projela obcí autokolona německé armády, začaly roky fašistické okupace. Osvobození se vesnice dočkala až 9. května 1945. Novodobé dějiny poznamenala období druhé světové války a čtyřicetiletého budování socialismu, která změnila zvláště architekturu vesnice, ze které se vytrácí charakteristický architektonický detail a tradiční tvarosloví.

## Obyvatelstvo

### Struktura
Vývoj počtu obyvatel za celou obec i za jeho jednotlivé části uvádí tabulka níže, ve které se zobrazuje i příslušnost jednotlivých částí k obci či následné odtržení.
| Místní části   | Místní části      | 1869 | 1880 | 1890 | 1900 | 1910 | 1921 | 1930 | 1950 | 1961 | 1970 | 1980 | 1991 | 2001 | 2011 |
| -------------- | ----------------- | ---- | ---- | ---- | ---- | ---- | ---- | ---- | ---- | ---- | ---- | ---- | ---- | ---- | ---- |
| Počet obyvatel | část Stařechovice | 542  | 619  | 683  | 718  | 703  | 754  | 689  | 714  | 667  | 577  | 547  | 505  | 541  | 523  |
| Počet domů     | část Stařechovice | 86   | 106  | 106  | 113  | 131  | 137  | 153  | 179  | 178  | 178  | 168  | 191  | 198  | 203  |

## Pamětihodnosti

### Kostel Narození Panny Marie

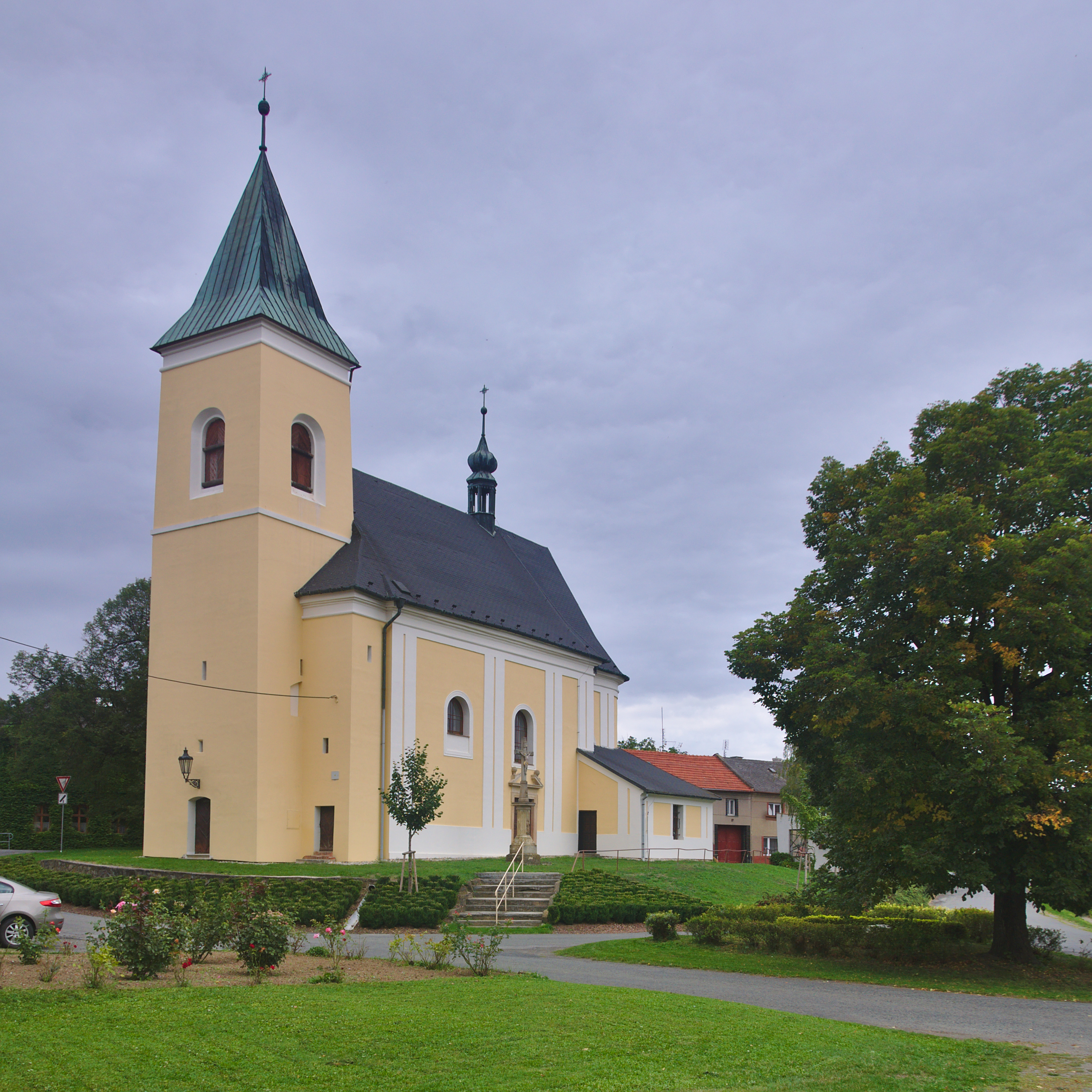
Kostel Narození Panny Marie

První zmínka o stařechovském kostele je z roku 1397, kdy k věži byla přistavěna malá loď. Následkem třicetileté válce se stařechovický kostel vyskytoval ve stavu značně zpustošeném, proto se v roce 1718 obec dala do úplné přestavby kostela. Z hotovosti starého kostela a na náklady obce byl vystavěn nový kostel ve střízlivém baroku. Hlavní osa stařechovického kostela míří od západu k východu. Hlavní oltář je zasvěcen Narození Panny Marie. Svátek připadá na 8. září, kdy se koná slavná stařechovická pouť. Kromě Stařechovické Madony jsou tu z 18. století sochy sv. Jana Nepomuckého, sv. Blažeje a sv. Šebestiána, dále je tu románská křtitelnice z počátku 13. století, která je nejstarší evidovanou kulturní památkou na Prostějovsku, a železné gotické dveře kůru přizdobené lvy. Čtyřnásobná věž, která se tyčí nad západním vchodem, nese zvonici s třemi zvony (nejstarší z roku 1484). Kostel býval vyhledávaným místem poutníků. Kolem se rozprostíral hřbitov, na němž se pochovávalo až do roku 1834, kdy byl založen dnešní hřbitov. Při kostele jsou i dva významné pomníky – první je občanům padlým v první světové válce a druhý, asi 50 m od kostela, je věnován T. G. Masarykovi. Starobylé památky stařechovické svědomitě popsal dr. Jaroslav Mathon v Ročence Národopisného a průmyslového musea města Prostějova a Hané v roce 1924.

## Turistika
Stařechovice jsou situované pod vrcholem Velkého Kosíře (442 m n. m.). Turisticky atraktivní je zejména přírodní park Velký Kosíř s naučnou stezkou vedoucí krajinou Hané. Vrchol Kosíře je osazen dřevěnou rozhlednou z roku 2013, vysokou 28 metrů. V obci se nachází barokní kostel Narození Panny Marie z roku 1718. V místní části Služín se rozkládá přírodní památka Brus, chráněná lokalita stepních a lesních společenstev. Stařechovice jsou napojeny na regionální turistické a cyklistické trasy. V blízkém okolí se nachází zámek Čechy pod Kosířem s historickým parkem a expozicí Josefa Mánesa. Nedaleko leží lázeňská obec Slatinice s léčivými prameny. Vhodným cílem výletů je také Plumlovská přehrada a zámek v Náměšti na Hané. Obec je klidným východiskem pro turistiku i rekreaci v regionu Hané.

## Doprava
Stařechovice jsou napojeny na silniční síť III. třídy v rámci Olomouckého kraje. V roce 2020 prošly hlavní silnice v obci rozsáhlou rekonstrukcí v délce 1,2 km, která zahrnovala nové podloží, asfaltobetonový povrch a dopravní značení. Cílem úprav bylo zvýšit bezpečnost provozu, včetně instalace dopravních zrcadel na nepřehledných místech. Obec je dostupná především automobilovou dopravou, zejména ze směru od Prostějova. Veřejnou dopravu zajišťují pravidelné autobusové linky spojující Stařechovice s okolními obcemi a městy. V obci působí také firmy zajišťující nákladní silniční dopravu, například RACH-Transport. Obec uvažuje o výstavbě cyklostezky ve směru na Čechy pod Kosířem, čímž by podpořila ekologickou dopravu. Chodníky a zastávky byly upraveny v rámci modernizace komunikací. Dopravní infrastruktura Stařechovic se tak postupně zlepšuje a odpovídá současným požadavkům na bezpečnost a dostupnost.

### Ostatní pamětihodnosti
- Brus (přírodní památka) v katastrálním území Služín
- Hřbitov
- Památník obětem první světové války
- Památník T. G. Masaryka

## Fotogalerie

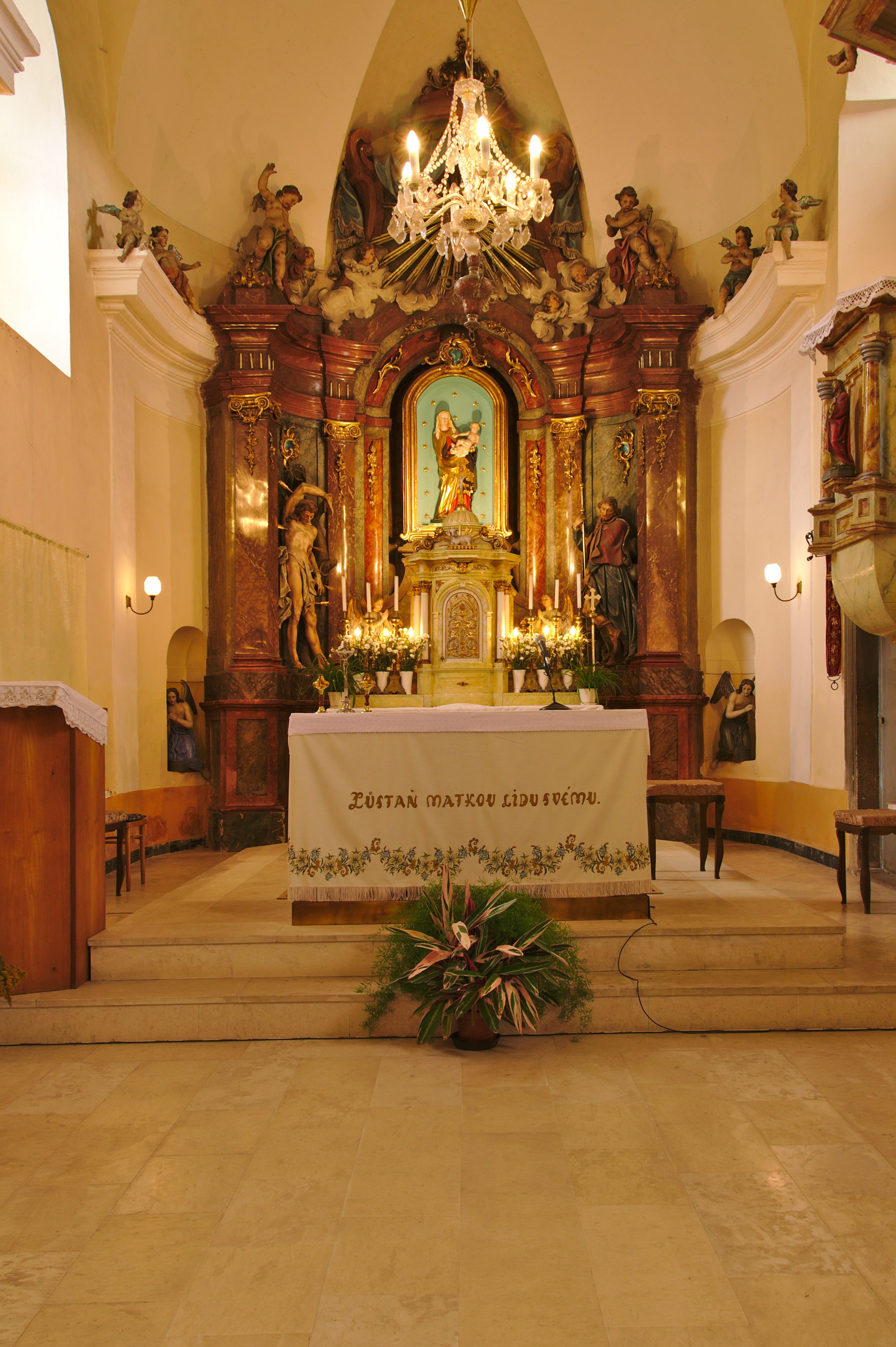
Kostel Narození Panny Marie – oltář
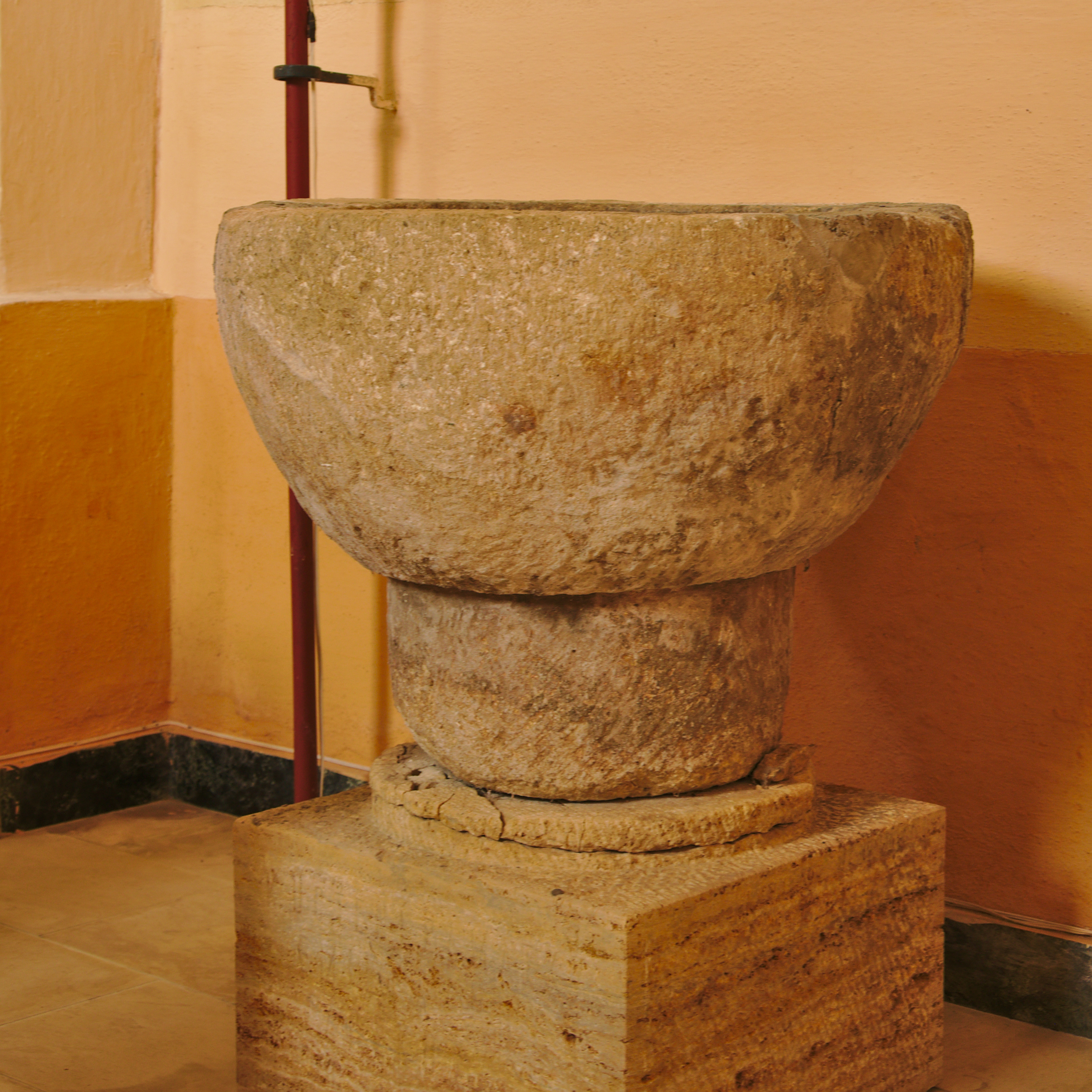
Kostel Narození Panny Marie – křtitelnice
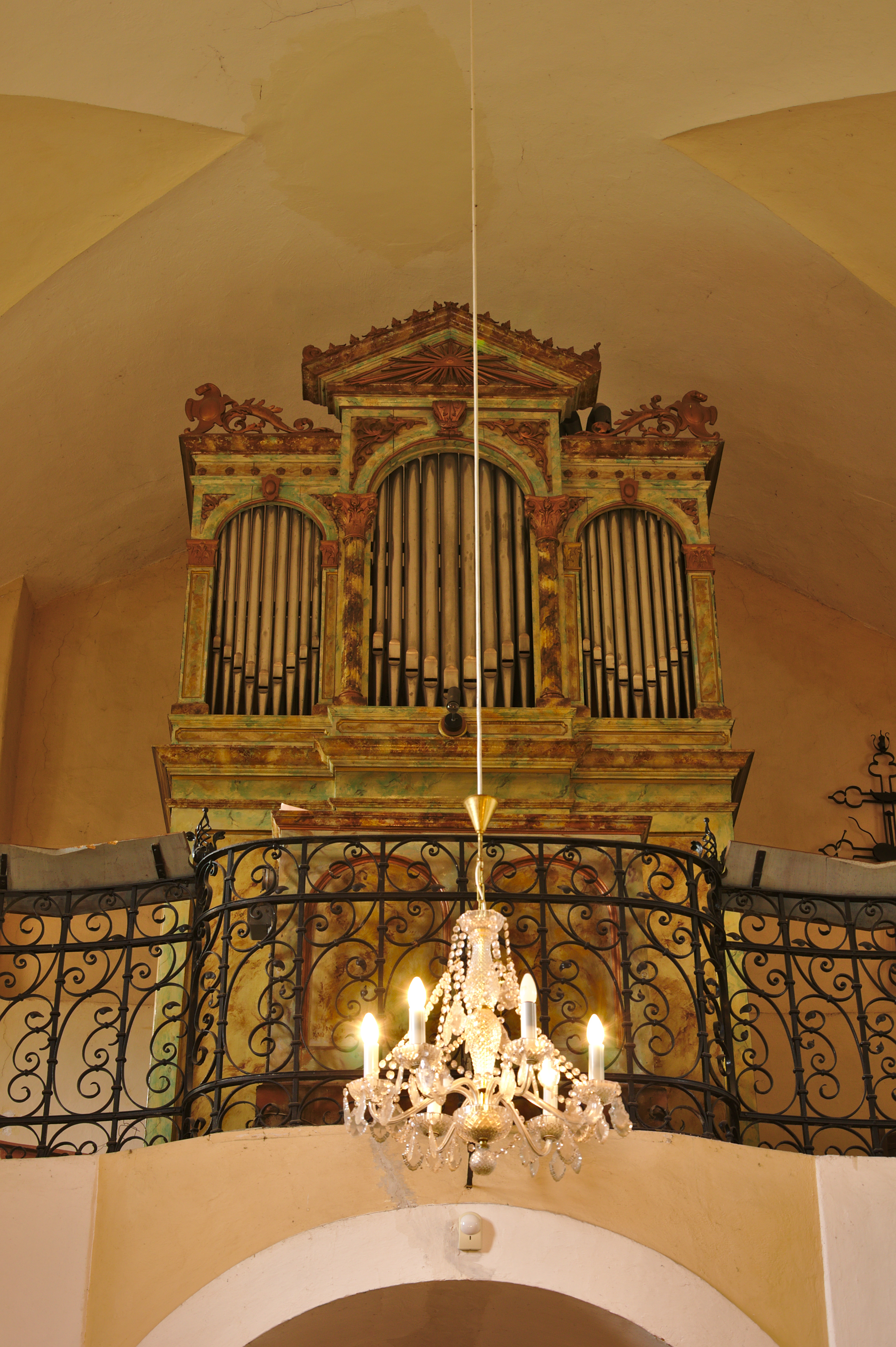
Kostel Narození Panny Marie – varhany
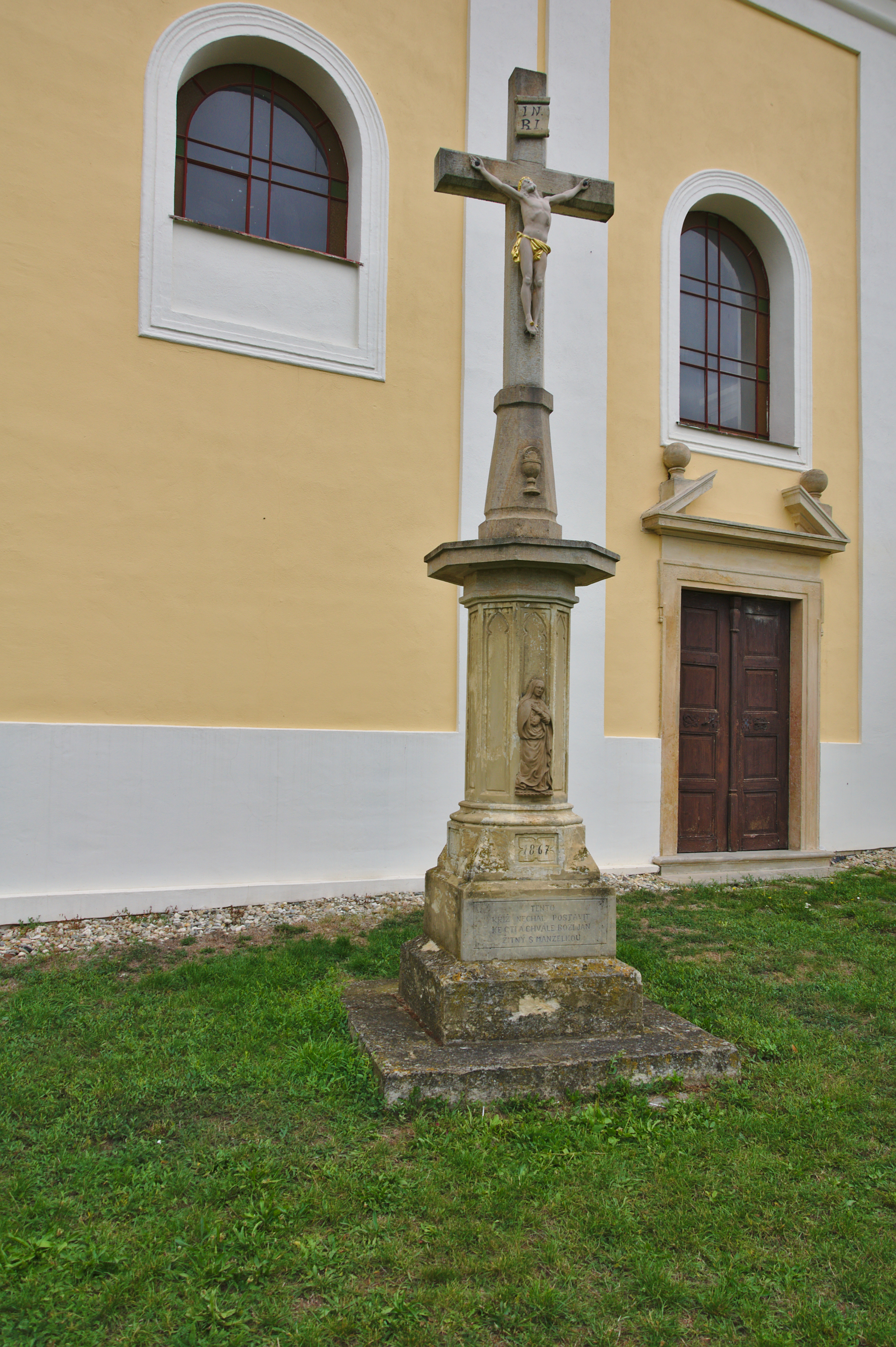
Kříž před kostelem
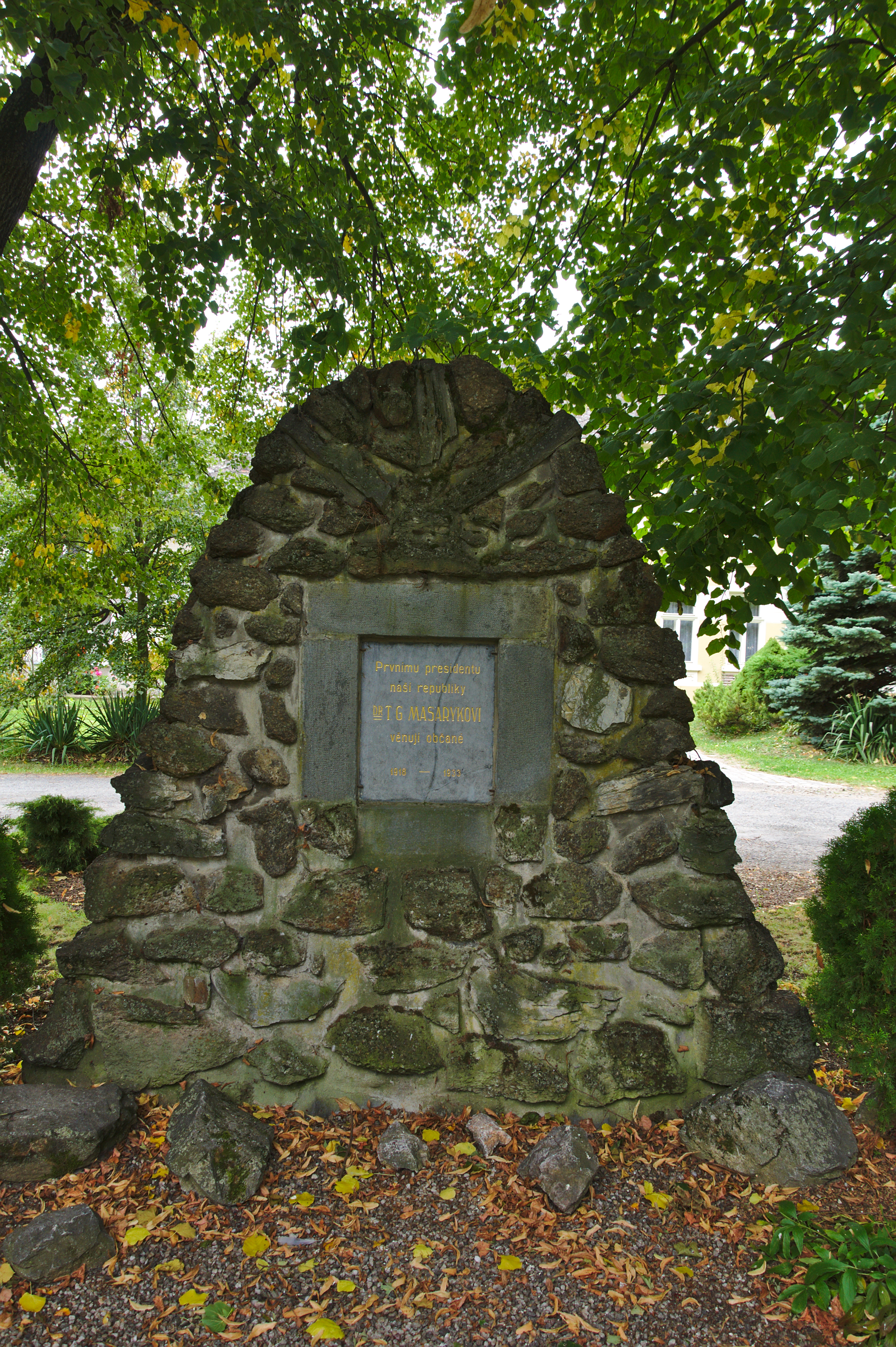
Pomník T.G.Masarykovi
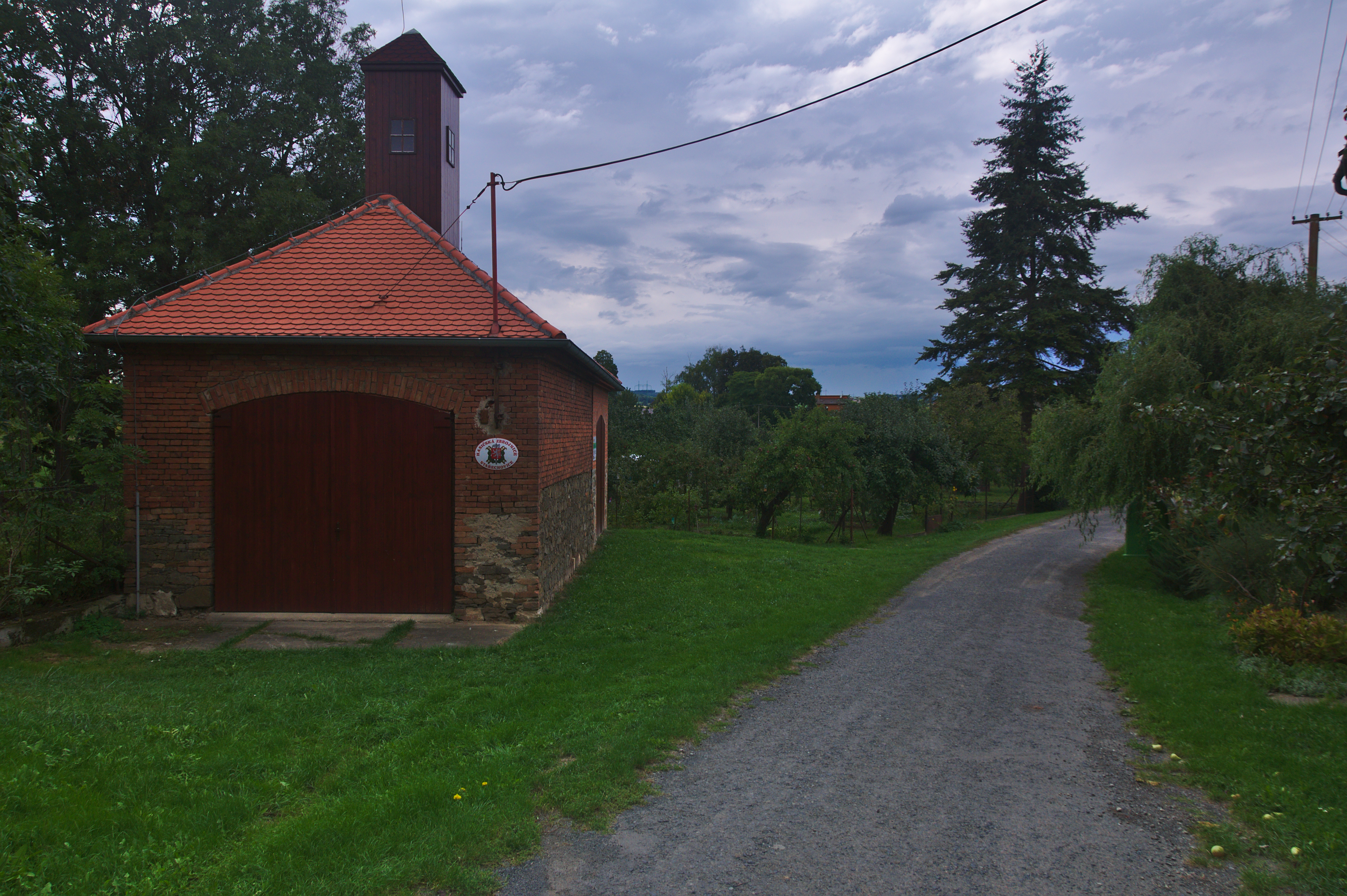
Hasičská zbrojnice
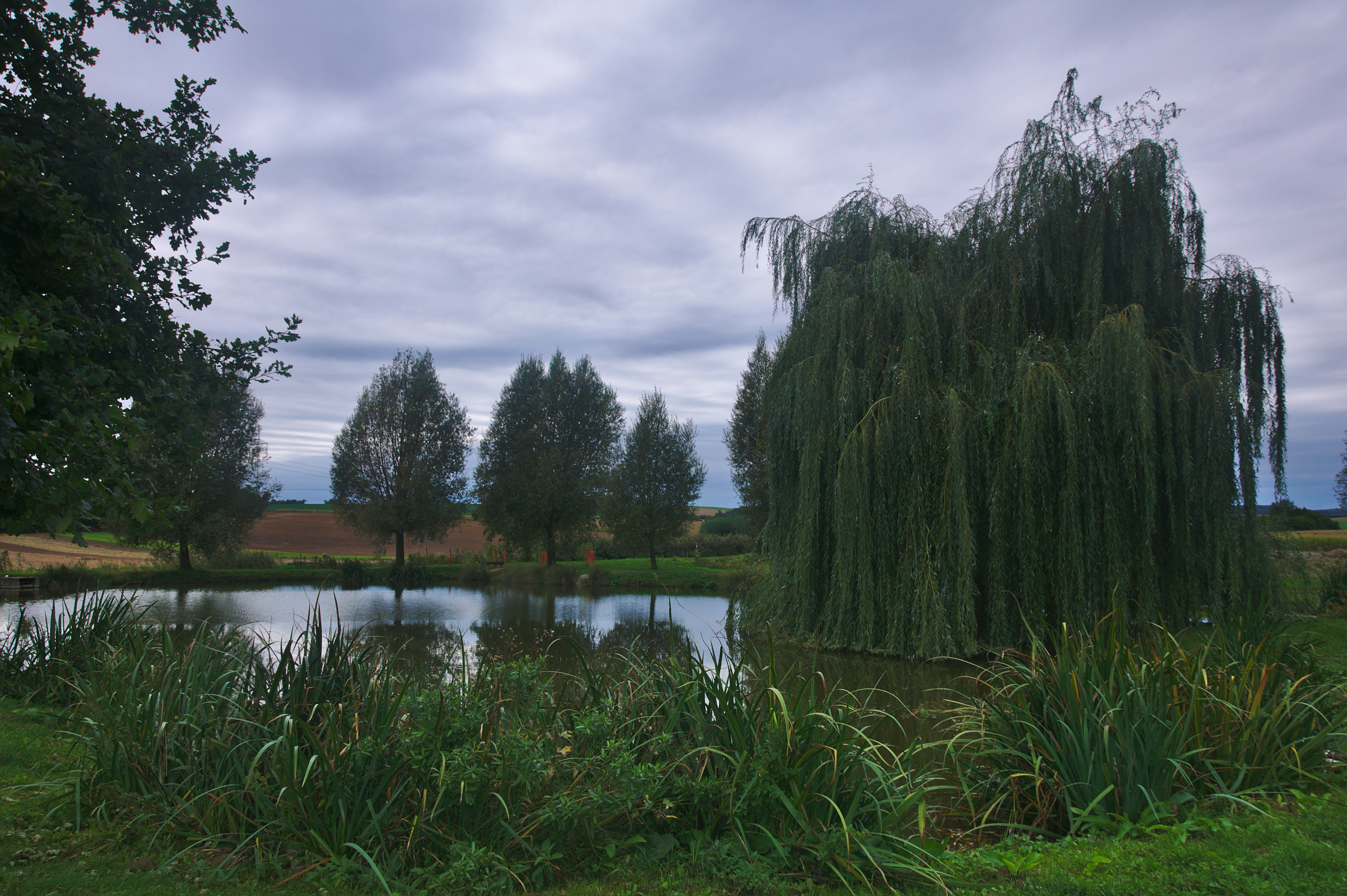
Rybník